# Roché Hopkinson
Roché Hopkinson (Paramaribo, 31 mei 1990) is een Surinaams politicus. Hij werd in 2010 gekozen voor het Nationaal Jeugdparlement voor een termijn van drie jaar. Daarnaast werd hij rond 2011 politieagent bij het KPS. In 2016 nam hij zitting in De Nationale Assemblée (DNA) voor de NDP toen de zetel van Rabin Parmessar vrijkwam.

## Biografie
Hopkinson deed in 2010 mee aan de verkiezingen van het Nationaal Jeugdparlement en werd op de lijst van Paramaribo gekozen met 3600 stemmen. Hij won daarna de verkiezingen om het voorzitterschap. Hij had echter niet gekandideerd voor de functie en na zijn verkiezing werd hem duidelijk dat het een grote tijdsinvestering van hem zou vergen. Als voorzitter had hij naar allerlei buurten moeten trekken om jongeren te bezoeken en zich moeten neerleggen bij veel bureaucratie en formaliteiten. Hij bewilligde het voorzitterschap daarom niet. Voor zijn parlementslidmaatschap had hij nog nooit een stembureau bezocht, omdat veel politieke partijen naar zijn mening de etnische verdeeldheid in Suriname in stand hielden.
In circa 2011 trad hij daarnaast in dienst van het Korps Politie Suriname. Later dat jaar was hij als lid van de wielervereniging Team Presto betrokken bij de organisatie van de Bigi Bergi Wielertour.
Tijdens de verkiezingen van 2015 kandideerde hij voor DNA als lid van de NDP. Omdat politieagenten zich niet met actieve politiek mogen bezighouden, werd hij van 9 april tot 26 mei vrijgesteld van de dienst. Hij werd niet direct gekozen, maar kon op 21 maart 2016 de zetel van Rabin Parmessar overnemen toen die werd aangesteld als algemeen directeur van de Energiebedrijven Suriname.
Ondanks zijn NDP-lidmaatschap, werd hij in 2020 benoemd tot beleidsadviseur eerste klasse op het Kabinet van de President Chan Santokhi (VHP). In april 2023 hakte Santokhi de knoop door voor zijn benoeming als president-commissaris van de veerverbinding Canawaima met Guyana.
Ondertussen debuteerde hij in 2022 als schrijver met zijn novelle Geduldige wraak.